# Ardisia tenuicaulis
Ardisia tenuicaulis är en viveväxtart som beskrevs av C.L. Lundell. Ardisia tenuicaulis ingår i släktet Ardisia och familjen viveväxter. Inga underarter finns listade i Catalogue of Life.